# Team Stuttgart/Saison 2015
Dieser Artikel listet Erfolge und Fahrer des Radsportteams Team Stuttgart in der Saison 2015 auf.

## Abgänge – Zugänge
| Zugänge          | Team 2014                  | Abgänge              | Team 2015                |
| ---------------- | -------------------------- | -------------------- | ------------------------ |
| Julian Schulze   | LKT Team Brandenburg       | Alexander Krieger    | Leopard Development Team |
| Moritz Schaffner | rad-net Rose Team          | Tino Thömel          | RTS-Santic Racing Team   |
| Johannes Weber   | Team Heizomat              | Jack Cummings        |                          |
| Tim Gebauer      | Team Stölting              | Nikodemus Holler     | Bike Aid                 |
| Arnold Fiek      | Neoprofi                   | Marc-Andre Tzschupke | MLP Team Bergstraße      |
| Till Drobisch    | Centre mondial du cyclisme | Christopher Muche    | Veloclub Ratisbona       |

## Mannschaft
| Fahrer           | Geburtstag       | Nationalität |
| ---------------- | ---------------- | ------------ |
| Till Drobisch    | 2. März 1993     | Namibia      |
| Arnold Fiek      | 13. Oktober 1993 | Deutschland  |
| Tim Gebauer      | 13. Mai 1989     | Deutschland  |
| Kai Kautz        | 5. November 1987 | Deutschland  |
| Georg Loef       | 22. Juni 1994    | Deutschland  |
| Florian Nowak    | 26. Januar 1995  | Deutschland  |
| Moritz Schaffner | 15. Oktober 1993 | Deutschland  |
| Julian Schulze   | 9. Januar 1995   | Deutschland  |
| Max Walsleben    | 23. Juni 1990    | Deutschland  |
| Johannes Weber   | 30. Juli 1994    | Deutschland  |